# Бурдинский, Евгений Викторович
Евгений Викторович Бурдинский (род. 10 февраля 1972) — советский и российский футболист, нападающий, полузащитник.

## Карьера
В 1990—1991 годах играл за клуб «Шахтёр» Ленинск-Кузнецкий во второй низшей лиге. В 1992 с командой, переименованной в «Зарю», вышел из второй российской лиги в первую, где провёл два года. Всего за клуб провёл 150 игр, забил 45 голов. В 1995 году перешёл в команду высшей лиги «Жемчужина» Сочи, дебютировал в домашней игре первого тура против московского «Динамо» (0:1) — вышел на замену на 62-й минуте. В своей второй игре 9 мая против «Ротора» (0:7) вышел на замену на 68-й минуте и уже через минуту был удалён за фол последней надежды. Провёл за команду ещё два матча и перед вторым кругом перешёл в «Динамо-Газовик» Тюмень. В первом же матче с «Крыльями Советов» (2:3) забил гол на 67-й минуте. В высшей лиге сыграл за команду 15 игр, забил два гола, в следующем сезоне в первой лиге в десяти играх забил один гол. В 1997 году играл за «Звезду» Иркутск. Завершил карьеру в «Локомотиве» Чита (1998—2003) — 163 игры, 13 голов.